# Aleksandr Rodionov
Aleksandr Diomidovich Rodionov (em russo:  Александр Диомидович Родионов) foi um velejador russo, medalhista olímpico. Ele competiu nos Jogos Olímpicos de Verão de 1912 na classe 10 Metre e conquistou a medalha de bronze na disputa a bordo do Gallia II com Esper Beloselsky, Ernst Brasche, Karl Lindholm, Nikolay Pushnitsky, Joseph Heinrich von Schomacker e Philipp Strauch.